# SJ Z61
Die Baureihe SJ Z61 ist eine schwedische Kleindiesellokomotive. Sie wurde als eine von drei unterschiedlichen Musterbaureihen verschiedener Hersteller für Statens Järnvägar (SJ) gebaut.

## Geschichte
SJ wollten Mitte der 1950er Jahre eine neue Standard-Rangierlok mit dieselhydraulischer Kraftübertragung zur Erneuerung des Lokparks entwickeln und ließ die Reihe Z61 1957 bei Kockums in Malmö fertigen.
Für die zehn Lokomotiven bestellte Kockums die Großkomponenten in Deutschland. So wurde der 6-Zylinder-Dieselmotor W6V 17,5/22A mit 217 kW von MAN geliefert. Das dieselhydraulische Getriebe 3W2D 35 kam von Krupp. Die Lokomotiven waren mit Mehrfachtraktionssteuerung ausgerüstet. Auf Grund ihrer Höchstgeschwindigkeit von 60 km/h konnten die Lokomotiven mit vielen Aufgaben, teilweise auf Hauptstrecken, betraut werden. Deshalb erhielten sie eine Druckluftbremse und ein Zugheizaggregat. Damit konnten in der kalten Jahreszeit kurze Personenzüge geheizt werden.
Als die Wahl der neuen Standardbaureihe auf ein Muster von Kalmar Verkstads AB als Reihe SJ Z65 fiel, die zwischen 1961 und 1968 in 102 Exemplaren beschafft wurde, beschlossen SJ 1970, die Splitterbaureihe zu modernisieren und in die Baureihe SJ Z67 zu übernehmen.

## Verbleib
Z61 362 wurde schon 1967 an SCA Tooling AB, Munksund, verkauft. Von dort kam sie 1994 an den Museumsverein Piteå Ångloksklubb, Piteå, der die Lokomotive 1997 an Malmbanans Vänner weitergab.

## SJ Z67 (I)
Nach dem Umbau mit neuen Motoren wurden die Z61 357 bis 359 in die Baureihe Z67 (I) mit den Nummern Z67 622 bis 624, die 360 in 621 sowie die 363 bis 366 in 626 bis 629 umgezeichnet. Die Musterlokomotive war die Z61 360, sie wurde 1978 bei Gmeinder mit einem Cummins-Dieselmotor KT1150L und einem dieselhydraulischen Wechselgetriebe Voith L102 ausgerüstet. Die restlichen acht Lokomotiven wurden 1981 in gleicher Weise bei Hägglund & Söner umgebaut.